# Rémy Duval
Pour les articles homonymes, voir Duval.
Rémy Duval, né à Rouen le 15 juillet 1907, est un artiste photographe de 1924 à 1952 (il est alors également auteur d'articles critiques sur la photographie et de poèmes), peintre et lithographe de facture expressionniste à partir de 1953. Il vécut au no 28, place des Vosges à Paris et est mort à Groslay (Val-d'Oise) le 2 août 1984. Il est le père de Claire Clouzot.

## Biographie

### Photographe d'avant-garde

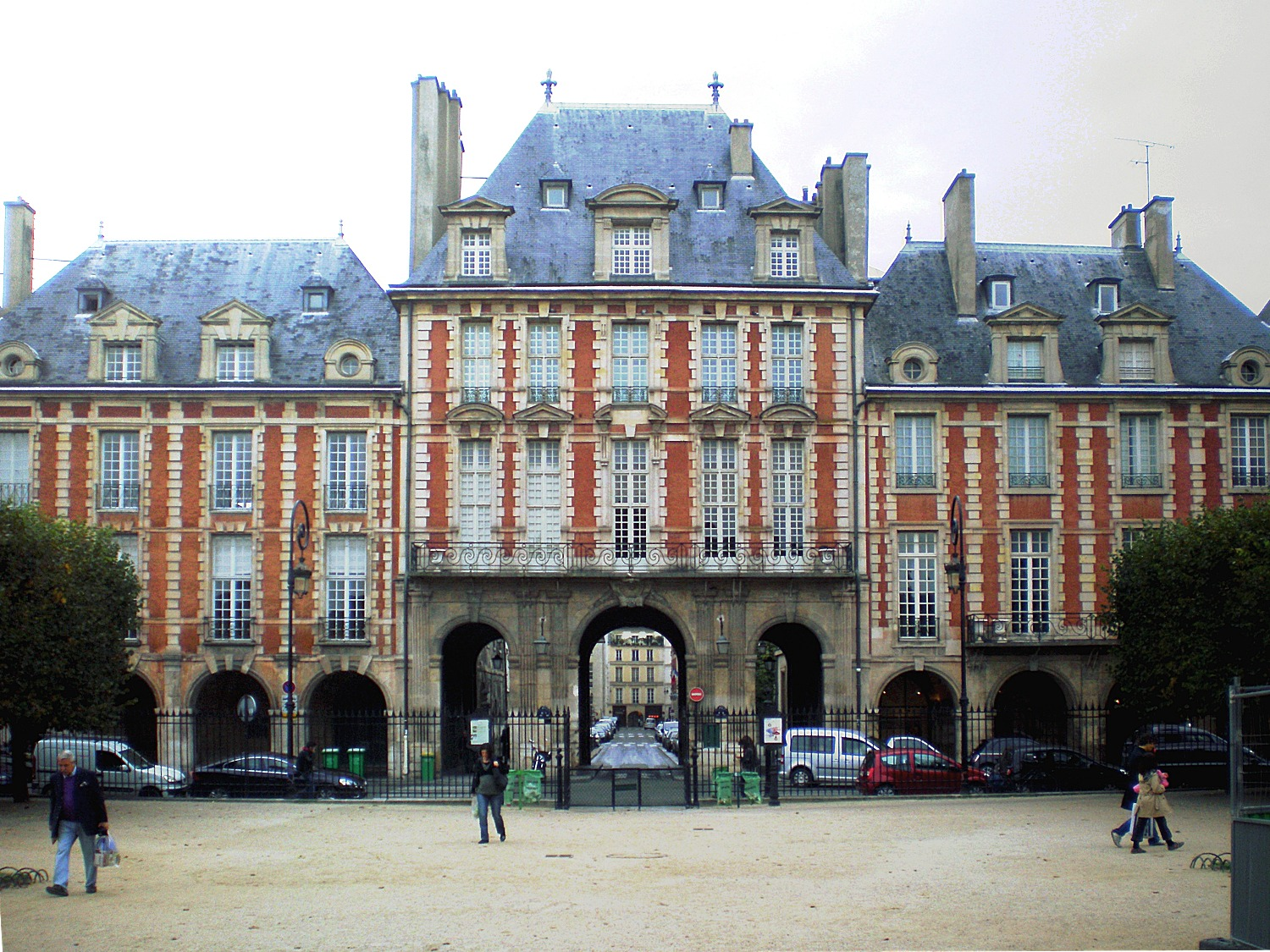
28, place des Vosges (pavillon de la Reine) où vécut Rémy Duval

Rémy Henri René Duval naît le 15 juillet 1907 à Rouen, au 16, rue Thouret (passage pavé reliant le palais de justice à la rue du Gros-Horloge), domicile de ses parents Gustave Étienne Duval (1876-1914), industriel, et son épouse née Anaïs Julie Bignou (1881-?), sans profession.
Commençant en 1924 à pratiquer la photographie en autodidacte, membre de la Société française de photographie en 1927, il épouse en 1929 Marie-Rose Clouzot en la mairie du 16e arrondissement de Paris. C'est en 1930 qu'il s'initie à l'art du tirage et du gris nuancé dans l'atelier de Laure Albin Guillot. 
Julia Elchinger s'appuie sur l'article « Surimpression », que Rémy Duval publie en mai 1934 et qui se lit comme un éloge de ce que les manuels de conseils photographiques donnent comme des erreurs de base à éviter (le flou, la surexposition, le reflet), afin de le situer dans le prolongement du courant des avant-gardes du début du XXe siècle : « Ne jetez jamais les clichés qui paraissent détestables, recommande ainsi Rémy Duval, c'est une source de poésie où le monde se transfigure en aspects bizarres et inquiets, révélateurs de figures inconnues, sans pour cela jamais perdre sa réalité », texte qui offre à Julia Elchinger de situer son auteur dans la suite d'Eugène Atget et de ses photos de façades de magasins parisiens « aux vitrines volontairement moirées de reflets » (1900-1927), dans la suite également d'André Breton qui fait lui aussi à sa façon l'éloge du reflet en écrivant en 1932 que « mettre en présence d'une manière saisissante » deux objets aussi éloignés que possible l'un de l'autre constitue « la tâche la plus haute à laquelle la poésie puisse prétendre ».

### Photographe de métier
Ami de Louis-Victor Emmanuel Sougez et de Brassaï, photographe de mode en même temps que critique photographique à Arts et métiers graphiques et à Photo-Ciné-Graphique dès les années 1930 - il sera également dans les années 1940 photographe de plateau, notamment auprès de Claude Autant-Lara, Marcel Carné et Robert Bresson - Rémy Duval prend de la sorte ses distances avec le pictorialisme (1890-1914) et la Nouvelle Objectivité (1918-1930) pour se ranger dans le courant Nouvelle Vision dont, conforté par l'apparition d'une nouvelle génération d'appareils plus maniables qui favorisent une plus grande liberté, il adopte le style - innovations de cadrages et d'angles de vues - dans ses portraits, ses nus et ses photos publicitaires.
Il divorce de Marie-Rose Clouzot en juillet 1941 afin de se remarier en décembre de la même année, en la mairie du 3e arrondissement de Paris, avec Marguerite Eugénie Desseigne. 

### Artiste peintre
La fille de Rémy Duval, Claire Clouzot, rapporte dans le film Le Tableau renversé que c'est à la suite de la destruction de ses photographies en 1952 par sa seconde épouse qu'en 1953 l'artiste abandonne la photographie pour se consacrer à la peinture, se liant notamment avec Geer et Bram Van Velde. En corrélation avec l'espace où il peint, au 28 place des Vosges, son œuvre s'oriente vers de grands formats commercialement plus difficiles, ce à quoi on peut attribuer le fait que ses natures mortes fortement cernées de traits noirs n'aient pas obtenu une juste reconnaissance.

## Œuvre

### Thèmes photographiques
- Nus : Assia Granatouroff (1935)[8].
- Portraits : Georges Braque (1947), Marc Chagall, Juliette Gréco, Henri Matisse (1950), Maud et Nano, modistes (1947), François Mitterrand (1947), Geer Van Velde, Jacques Villon, Madeleine Vionnet (1932).
- Paysages : Bretagne (Île-de-Bréhat, 1950), Espagne.
- Natures mortes.

### Contributions bibliophiliques
- Rémy Duval (texte-poème) et Abel Bonnard (préface), Vingt-huit études de nus, photographies de Man Ray, Willy Zielke, Rogi André, John Havinden, Nora Dumas, André Reisz, Andreas Feininger, Rémy Duval, Ergy Landau, Aurel Bauh, Pierre Boucher, Louis-Victor Emmanuel Sougez, Laure Albin Guillot, Juliette Lasserre, cinquante exemplaires numérotés sur papier Japon, Arts et métiers graphiques, Paris, 1936.
- Francis Jourdain (texte) et Rémy Duval (photographies), L'Île Saint-Louis et ses fantômes, vingt-et-une photographies noir et blanc en héliogravure encrées à la main à l'unité, sept cent cinquante exemplaires numérotés, Éditions Braun, Paris, 1946.
- textes d'André Breton, Benjamin Péret, Victor Brauner, Henry Miller, Le Surréalisme en 1947 - Exposition internationale du Surréalisme présentée par André Breton et Marcel Duchamp, photographie de couverture par Rémy Duval, Pierre à Feu, Maeght éditeur, Paris, 1947.
- Pierre Gaudin, Vingt-et-un quatrains, portfolio enrichi de lithographies originales de Rémy Duval, non daté.

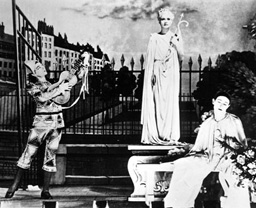
Les Enfants du paradis, 1943

### Photographie de plateau
- Lettres d'amour, film de Claude Autant-Lara avec Odette Joyeux, François Périer et Jean Parédès, 1942[9].
- Les Enfants du paradis, film de Marcel Carné avec Arletty, Jean-Louis Barrault, Maria Casarès et Pierre Brasseur, 1943.
- Les Anges du péché, film de Robert Bresson avec Renée Faure, Jany Holt, Louis Seigner et Silvia Monfort, 1943.
- L'aventure est au coin de la rue, film de Jacques-Daniel Norman avec Raymond Rouleau, Michèle Alfa, Suzy Carrier et Denise Grey, 1944.

### Écrits

#### Articles
- « Quelques idées d'Alberto Cavalcanti », revue Cinéma, novembre 1927[10].
- « Surimpression », Photo-Ciné-Graphie, no 15, mai 1934.
- « Pierre Boucher », Arts et métiers graphiques, no 49, 15 octobre 1935.
- « Herbert Matter », Arts et métiers graphiques, no 51, 15 février 1936.
- « Wie ich dazukam, die Photographie aufzugeben (Comment j'en vins à abandonner la photographie) », illustré de sept photographies de Rémy Duval, revue Camera, 32, No 11/12, Lucerne, novembre-décembre 1953.
- « Trois Ptis », La Nouvelle Revue française, no 50, février 1957.

Rémy Duval a également été pendant plusieurs années critique d'art à la revue Connaissance des arts.

#### Livres
- Vingt-cinq poèmes, cinq cents exemplaires numérotés constituant l'édition originale, Éditions Arts et métiers graphiques, 1936.
- L'Espace des révoltés, Éditions Saint-Priest, Paris, 1966.
- Être religieux, Éditions Saint-Priest, Paris, 1968.

## Expositions

### Expositions personnelles

#### Photographies
- Rémy Duval, photographies : les roses, Galerie Montaigne, Paris, 1938.

#### Peintures
- Galerie de Verneuil, Paris, octobre-novembre 1956[11].
- Galerie Mouffe, 67 rue Mouffetard, Paris, janvier 1970[12].
- Galerie Dessagne, 24 boulevard Carnot, Limoges, mai 1970[13].

### Expositions collectives
- Exposition internationale de la photographie contemporaine organisée par le Musée des arts décoratifs au pavillon Marsan, Musée du Louvre, Paris, décembre 1935- janvier 1936[14].
- Photography, 1839-1937, Museum of Modern Art, New York, mars-avril 1937.
- La nouvelle photographie en France, 1919-1939, Musée Sainte-Croix, Poitiers, 1986.
- Assia, sublime modèle, exposition itinérante : Musée Despiau-Wlérick, Mont-de-Marsan, novembre 1993 - janvier 1994 ; Musée des beaux-arts de Calais, janvier-mars 1994 ; Musée Sainte-Croix, Poitiers, avril-juin 1884 ; Musée d'Évreux, 1995.
- La photographie à l'épreuve, Musée d'art moderne de Saint-Étienne et Institut d'art contemporain de Villeurbanne, février-avril 2005[15].
- Les photographes de Matisse, Musée Matisse de Nice, octobre 2008 - janvier 2009.
- Paris, capitale photographique, 1920-1940 - La collection Christian Bouqueret, Jeu de Paume, février-mai 2009[16].
- Mouvances - Les tribulations de la photographie dans le monde de l'art de 1888 à nos jours, Auer Photo Foundation, Genève, octobre-novembre 2012.
- Paris - Modernités photographiques, 1920-1950 : La collection Bouqueret, Centre Georges-Pompidou, Paris, novembre 1012 - janvier 2013[17].
- Paris and its environs - Eugène Atget, Édouard Baldus, Brassaï, Louis-Émile Durandelle, Rémy Duval, Robert Koch Gallery, San Francisco, juin-septembre 2014.
- Premier comité pour la photographie - Accrochage des nouvelles acquisitions dans les collections : Éric Poitevin, Walid Raad, Malick Sidibe, Rémy Duval, Musée d'art moderne de la ville de Paris, novembre 2014 - avril 2015[18].
- En toute obscénité - Robert Adams, Rémy Duval, On Kawara, Alex MacLean (en), Jean-Louis Schoellkopf, Gillian Wearing, École normale supérieure de Lyon et Galerie Artemisia, Lyon, juin-juillet 2017[19].

## Réception critique

### Photographies
- « La beauté des tirages (Rémy Duval a fait ses débuts auprès de Laure Albin Guillot), réalisés dans une gamme chromatique d'une incroyable finesse, le classicisme des sujets (nus, paysages, portraits, natures mortes) associé au modernisme du traitement font de ce photographe l'exemple type de ce que pouvait être au milieu des années 1930 la nouvelle photographie en France. » - Emmanuelle de L'Écotais, chargée des collections photographiques, Musée d'art moderne de la ville de Paris[20].

### Peintures
- « Rémy Duval a pris un parti net et exceptionnel : celui de n'utiliser que le rouge et le noir… Ses sujets : le plus souvent, des natures mortes (fruits, bouteilles, tables, fleurs), mais aussi quelques nus et des paysages. Sa palette réduite et l'importance donnée au rouge l'amènent à rechercher cet effet fréquent dans l'œuvre des peintres d'avant-garde et qui consiste à donner l'impression que les éléments du tableau sont animés d'un mouvement de va-et-vient en profondeur. Rémy Duval se réclame de Rembrandt qui est, en effet, à cet égard, un précurseur. Mais ce qui, dans les œuvres de Rembrandt, est blanc ou clair, est rouge ici. Le rouge doit être considéré non pas comme une couleur claire, mais comme une couleur qui stimule la faculté visuelle. Les fonds étant rouges, ils attirent de suite le regard et, de ce fait, paraissent au premier plan. Mais quand l'œil est accoutumé à l'intensité du rouge et que son pouvoir stimulant diminue, l'attention se porte sur la partie linéaire. Celle-ci est fortement marquée par de gros cernes.Elle se conforme aux règles de la perspective géométrique. Les fonds reprennet donc leur place naturelle, jusqu'à ce que l'œil redécouvre l'intensité des rouges qui ramènent alors les fonds au premier plan. » - Yvon Taillandier[11]

## Collections

### Collections publiques

#### France
- Département des estampes et de la photographie de la Bibliothèque nationale de France.
- Musée d'art moderne de la ville de Paris, photographies (nus, paysages, portraits, natures mortes) constituant le fonds d'atelier Rémy Duval[18].
- Cabinet de la photographie du centre Georges-Pompidou, Paris, photographies[21].
- Société française de photographie, Paris.
- Institut d'art contemporain de Villeurbanne, Clochard au bord de la Seine, photographie, vers 1940[3].

#### Suisse
- Auer Photo Foundation, Genève.

### Collections privées
- Édouard Boubat[22].
- Christian Bouqueret[16].

### Filmographie
- Rémy Duval, 28 place des Vosges, court métrage de Claire Clouzot, Productions Little Bear, 1986 (présentation en ligne).
- Le tableau retourné, film de Roland-Jean Charna avec Claire Clouzot, Productions Inser&Cut, 2015.